# なめとんか
「なめとんか」は、1990年5月2日に発売されたやしきたかじんの18枚目のシングル 。

## 解説
前作から1年半振りで、ビクター在籍時における最後のシングル。作家の鹿紋太郎が、本楽曲の強烈な歌詞が原因でスランプ状態に陥り、たかじんへの最後の提供曲となった。カップリング「晴れときどきTAKAJIN」は、ABCテレビ『晴れ時々たかじん』テーマ曲に使われた。初めてシングルにオリジナル・カラオケが収録された。本作のオリジナル・ヴァージョンは公式のアルバムに長年収録されないままだったが2014年発売の追悼盤「たかじん やっぱ好きやねん -シングル・コレクション-」にカップリング曲含め収録された。また2018年11月20日に、たかじんの生涯を描くスペシャル・ドラマ「なめとんか やしきたかじん誕生物語」が、駿河太郎の主演により、関西テレビで放送された。

## 収録曲
- 両楽曲共に、作詞・作曲：鹿紋太郎／編曲：若草恵

1. なめとんか [04:53]
2. 晴れときどきTAKAJIN [02:54]
3. なめとんか（オリジナル・カラオケ）
4. 晴れときどきTAKAJIN（オリジナル・カラオケ）